# ホー・チ・ミン廟

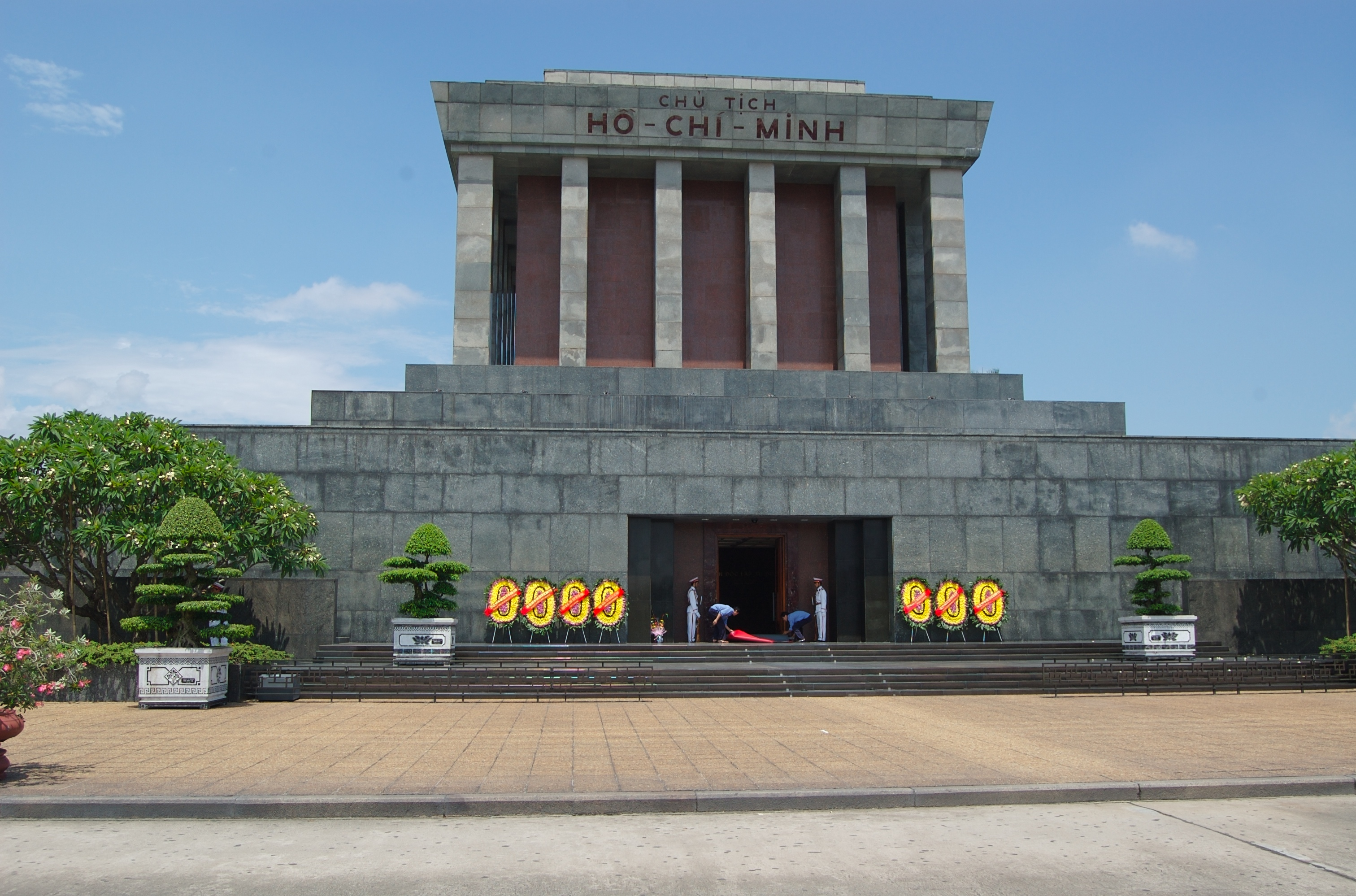
ホー・チ・ミン廟

ホー・チ・ミン廟（ホーチミンびょう、ベトナム語：Lăng Chủ tịch Hồ Chí Minh / 陵主席胡志明）は、ベトナムのハノイ市バディン区にあるホー・チ・ミンベトナム労働党主席の霊廟である。

## 概説
2年の歳月をかけて建てられ、1975年9月2日に完成した。
一年中冷房の効いた内部の部屋に永久保存処置を施されたホー・チ・ミンの遺体が安置されている。廟の中はベトナム人民軍の軍人により警護されており、私語厳禁で立ち止まることは許されない。廟の中では撮影禁止となっているが、マナーモードになっている状態の携帯電話・スマートフォンと小型カメラは持ち込みが可能。大型のカメラやビデオカメラは、無料で預けることになる。
敷地入り口でセキュリティチェックを受けたあとは、しばらく写真撮影は禁止されているが、廟を出たあとは撮影は自由となり、バディン広場側に出ることも可能。なお、廟を出たあとに有料で「ホー・チ・ミンの家」や「ホー・チ・ミン博物館」に入場することもできる。なお、午前中のホー・チ・ミン廟公開時間は、広場一帯が入場規制がかかり、「ホー・チ・ミンの家」や「ホー・チ・ミン博物館」には、ホー・チ・ミン廟に入場した人だけが入場できる。公開時間以外は徒歩で広場に自由に入ることができ、直接「ホー・チ・ミンの家」や「ホー・チ・ミン博物館」に入場することも可能となる。
ホー・チ・ミン自身は、存命中に自己顕示的行動に及ぶことはほとんどなく、その死に際しても本人は火葬および北部（トンキン）、中部（安南）、南部（コーチシナ）への分骨を望んでおり、個人崇拝につながる墓所の建設を望んでいなかったが、ベトナム当局はその遺書を全文公開せず、「会いたくても統一までは直接会えなかった旧南ベトナム人民のため、統一後も会えるように体を保存した」という名目で建設されたものである。
年1回、体のメンテナンスのため雨季の2ヶ月間は入場できなくなる。毎回の詳しい日程はインターネット等で公表される。